# Feyzabad-e Now
Feyzabad-e Now (em persa: فيض ابادنو, também romanizada como Feyẕābād-e Now; também conhecida como Feyẕābād-e ‘Olyā) é uma aldeia do distrito rural de Tirjerd, no condado de Abarkuh, na província de Yazd, Irã.
Segundo o censo de 2006, sua população era de 25 habitantes, em 8 famílias.